# Didactica Mathematicae
Didactica Mathematicae (Roczniki Polskiego Towarzystwa Matematycznego Seria V) – czasopismo wydawane przez Polskie Towarzystwo Matematyczne od 1982 roku.

## Tematyka
Rocznik Didactica Mathematicae ukazał się jako tom 30 w roku 2007. Jest to kontynuacja czasopisma Dydaktyka Matematyki – jako V Serii Roczników Polskiego Towarzystwa Matematycznego. Pierwszy tom tego czasopisma został opublikowany w roku 1982 (na podstawie uchwały Walnego Zgromadzenia PTM z roku 1978). Inicjatorem powołania do życia Dydaktyki Matematyki była Prof. Anna Zofia Krygowska (1904-1988), profesor Wyższej Szkoły Pedagogicznej (obecnie: Uniwersytet Pedagogiczny) w Krakowie, znana szeroko jako wybitny specjalista w dziedzinie dydaktyki matematyki.

## Historia i współczesność
Didactica Mathematicae (dawniej Dydaktyka Matematyki) jest międzynarodowym czasopismem poświęconym badaniom nad nauczaniem i uczeniem się matematyki. Zostało ono założone w roku 1980 przez Annę Zofię Krygowską, która była jego redaktorem naczelnym do roku 1988.
Didactica Mathematicae przyjmuje do publikacji:
1. prace badawcze w dziedzinie dydaktyki matematyki;
2. artykuły na temat koncepcji, kierunków i metod badawczych w dziedzinie dydaktyki matematyki;
3. artykuły na temat koncepcji kształcenia matematycznego na różnych poziomach;
4. artykuły na temat stanu i rozwoju dydaktyki matematyki jako dyscypliny, w szczególności sprawozdania z poświęconych jej konferencji i kongresów;
5. recenzji książek.

Redaktorami naczelnymi Dydaktyki Matematyki byli kolejno:
- Anna Zofia Krygowska – w latach 1982–1988
- Zenon Moszner – w latach 1989–1990
- Stefan Turnau – w latach 1991–2007
- Ewa Maria Swoboda – w latach 2009–2020

Od roku 2007 czasopismo nosi nazwę Didactica Mathematicae, a głównym językiem publikacji został angielski. Redaktorem naczelnym był Stefan Turnau.
Obecnie (2017) redaktorem naczelnym jest Ewa Swoboda, a jej zastępcą jest Stefan Turnau. Ponadto, w komitecie redakcyjnym tego czasopisma znajdują się András Ambrus (Węgry), Michele Artigue (Francja), Ferdinando Arzarello (Włochy), Claire Vaugelade Berg (Norwegia), Roman Duda (Polska), Ingvald Erfjord (Norwegia), Simon Goodchild (Norwegia), Milan Hejný (Czechy), Marja van den Heuvel-Panhuizen (Holandia), Alena Hospesova (Czechy), Oleg Ivanov (Rosja), Barbara Jaworski (Wielka Brytania), Alexander Karp (Ukraina, USA), Jeremy Kilpatrick (USA), Konrad Krainer (Austria), Alain Kuzniak (Francja), Ladislav Kvasz (Czechy), Joanna Mamona-Downs (Grecja), Carlo Marchini (Włochy), Edyta Nowińska (Polska), Ryszard Pawlak (Polska), Suzanne Prediger (Niemcy), Bettina Roesken (Niemcy), Anna Sierpinska (Kanada), Mihaela Singer (Rumunia), Michal Tabach (Izrael), Konstantinos Tatsis (Grecja), Marie Ticha (Czechy), Dina Tirosh (Izrael), Wacław Zawadowski (Polska). Redakcją zajmują się: Marianna Ciosek, Agnieszka Demby, Zbigniew Semadeni, Lidia Zaręba – sekretarz redakcji. Od 2018 jest dostępna na portalu Biblioteki Wirtualnej Nauki.